# Escut de la Secuita
L'escut del municipi de La Secuita té com a element prominent una flor de lis voltada d'estels, atribut de la patrona del poble.

## Escut heràldic
L'escut oficial de la Secuita té el següent blasonament: 
| « | Escut caironat: d'atzur; una flor de lis d'argent acompanyada d'una orla de dotze estrelles d'argent. Per timbre, una corona mural de poble. | » |

Va ser aprovat el 13 de juliol del 2001.
La flor de lis voltada d'estels és un atribut de la Mare de Déu de l'Assumpció, patrona del poble. Anteriorment, a l'escut hi apareixia una creu patriarcal, en record de la jurisdicció del monestir de Santes Creus sobre la localitat.

## Bandera de la Secuita

Bandera oficial de la Secuita

La bandera oficial de la Secuita està basada en l'escut i té la descripció següent:
| « | Bandera apaïsada, de proporcions dos d'alt per tres de llarg, blau clar, amb una flor de lis blanca, d'alçària 11/28 de la del drap i amplària 4/21 de la llargària del mateix drap, al centre, i envoltada per un cercle de diàmetre 9/14 de l'alçària del drap, de dotze estrelles de sis puntes blanques, cadascuna d'alçària 1/14 de la del drap. | » |

Es va aprovar el 21 de juny de 2004 i fou publicada al DOGC núm. 4222 el 20 de setembre del mateix any.